# 沮俊
| 姓名         | 沮俊                                |
| 時代         | 後漢時代                            |
| 生没年       | 171年（建寧4年） - 195年（興平2年） |
| 字・別号     | 〔不詳〕                            |
| 出身地       | 〔不詳〕                            |
| 職官         | 射声校尉〔後漢〕→弘農太守〔没後〕   |
| 爵位・号等   | -                                   |
| 陣営・所属等 | 献帝                                |
| 家族・一族   | 〔不詳〕                            |

沮 俊（そ しゅん、171年 - 195年）は、中国後漢時代末期の武将。『後漢書』にしか記述がないが、献帝に仕えた若き側近である。同姓で袁紹配下の沮授との関係は不明。
興平2年（195年）には射声校尉の地位にあり、長安を離れて洛陽に向かう献帝に随従していた。しかし弘農郡東澗で、献帝を追う李傕・郭汜の軍と献帝を護衛する董承・楊奉らの軍との戦いが起こり、董承らが敗北した。
董承側に加わっていた沮俊は、戦闘中に負傷・落馬した。瀕死の沮俊の姿を見た李傕に「その傷でもまだ生きておったのか」と、嘲笑されたため「おまえほどの乱臣賊子は、過去に1人もおらぬ」と罵り返したが、怒った李傕にその場で殺害された。25歳であった。建安元年（196年）8月、洛陽に辿り着いた後の献帝は沮俊の忠義に報いるため、弘農太守の地位を追贈した。
小説『三国志演義』には登場しない。